# EMG 666/B
Az EMG 666/B programozható asztali számológépet (programmable desktop calculator), amely az EMG 666 továbbfejlesztett változata, az EMG (Elektronikus Mérőkészülékek Gyára, Sashalom) a BME Folyamatszabályozási Tanszék közreműködésével  fejlesztette ki az 1977-1980-as időszakban.
Az EMG 666/B 100%-ban szoftverkompatibilis az EMG 666-tal.

## Műszaki  jellemzők
Az EMG 666/B is TTL és MOS LSI áramkörökből épült fel (tehát nem mikroprocesszor alapú volt), mikroprogramozott architektúrával, azonban az abban az időszakban már elterjedő mikroprocesszoros technikának köszönhetően korszerűbb, nagyobb megbízhatóságú alkatrészeket tartalmazott, mint az elődje.
A megújított és kibővített firmware már EPROM-okban helyezkedett el – 4096 × 32 bites szavakban –, ami megkönnyítette mind a gyártást, mind az esetleges firmware-frissítést.

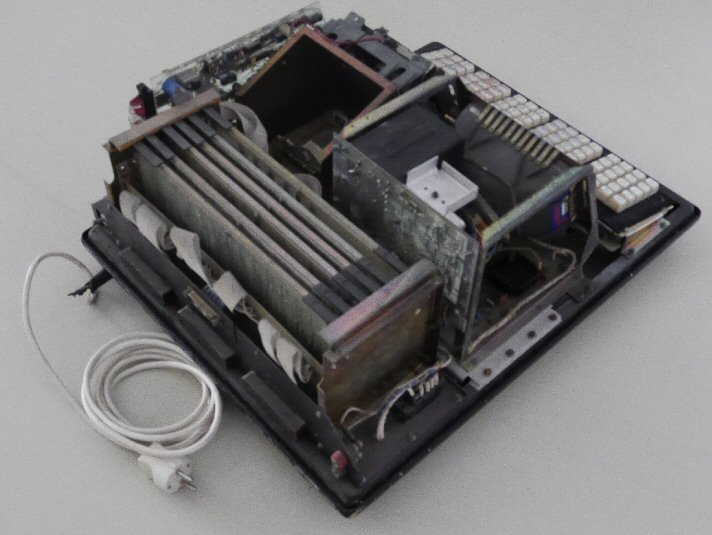
EMG 666/B fedél nélkül (NJSZTITK, ajovomultja.hu)

Az operatív tár, amely 8 kbyte-os statikus RAM volt, 1008 adatregiszter vagy 8000 programutasítás tárolására volt alkalmas (az EMG 666-hoz hasonlóan az első 8 adatregiszter nem tartalmazhatott programlépéseket).
A gép egyik vonzó újdonsága a korszerűbb, négyszeres sebességű, programvezérelt kazettás mágnesszalagos tároló volt, amely kompatibilis maradt az EMG 666 kazettáival.
Az EMG 666/B két független I/O csatornával is rendelkezett. Egyrészt hozzákapcsolhatók voltak az EMG 666 egyedi csatornarendszeréhez kifejlesztett, már forgalomban lévő berendezések (8 hüvelykes hajlékonylemezes tárló, X-Y plotter stb.), másrészt rendelkezett az IEEE-488 (IEC-625, HP-IB) szabványokban definiált, hardver- és szoftverszempontból egyaránt 100%-kosan kompatibilis csatornával is, amely így lehetőséget teremtett az elterjedőben lévő Hewlett-Packard, Philips, Tektronix stb. mérőberendezések csatlakozására. Az IEEE-488 csatorna konfigurálását és használatát a csak az ezen a gépen elérhető új, speciális utasítások tették lehetővé.
A képen látható, fedél nélküli állapotban lévő gépen megfigyelhetők a részegységei, a nyomtatott áramkörű kártyái (Basic Memory, Arithmetic Unit, Fix Memory Control, Input-Output,  Op. Memory Control, Fix Memory), és az azokat összefogó mechanika.